# Gremio dei sarti
Il gremio dei sarti gremiu di li trapperi in Sassarese è un'antica corporazione di arti e mestieri della città di Sassari.

## Storia
Il gremio dei sarti ottenne dal 1597 la cappella della Madonna di Montserrat. In passato a questo gremio era associato anche quello dei calzettai.
Nel XIX secolo in un periodo di forte disaffezione generale e di cambiamenti nell'ambito dei mestieri il gremio abbandonò la festa. Riprese a partecipare molti anni dopo.

## Patrona
La patrona del gremio è la "Moreneta" ossia la Madonna di Montserrat, patrona anche della Catalogna.
È riportata anche sulla bandiera.
Il compatrono del gremio è sant'Omobono.

## Segni distintivi

### Bandiera
La bandiera del gremio è di colore giallo oro damascato riportante l'effigie della patrona. È l'unica bandiera di questo colore. In passato però erano gialle le bandiere di altri gremi che avevano a che fare con pelli e tessuti, come il gremio dei conciatori e quello dei pelliciai, oltre a quello dei braccianti.
La punta della bandiera raffigura una colomba.

### Cappella
Si trova nella chiesa di Santa Maria di Betlem, attualmente è oggetto di restauri ed è intitolata alla patrona del gremio.

### Costume
È composto da frac nero con camicia bianca, guanti e papillon neri e spada. Il gilet è in damasco giallo oro.

## Candeliere
Il candeliere del gremio è quello che più si differenzia dagli altri: non ha le bandiere degli anni passati ne i "Bora Bora". Lo stile è definito “Impero”, ha un motivo baroccheggiante a spirale nella parte superiore della colonna e impressi la Madonna con Bambino, sant'Omobono, sant'Antonio e san Gavino in quella bassa.il candeliere vecchio e di fine 1800 anche se nella struttura  a parti del candeliere del 1700.
Il candeliere non ha capitello ma sulla sommità della colonna arde un braciere, a ricordo della originale funzione di candele delle odierne colonne lignee.
Il candeliere dei sarti pesa 242 kg con stanghe e 225 kg senza stanghe.
A partire dal 2015 il Gremio possiede un nuovo Candeliere, copia quasi identica del cero ottocentesco, che ha sostituito il precedente, il quale per problemi di staticità non potrà più essere utilizzato per la festa del 14 agosto. Il peso del  nuovo candeliere è identico  a quello  dell'antico

## Alte cariche per l'anno 2022/2023
Obriere Maggiore: Luciano Dedora
Obriere di Candeliere: Salvatore Spada
Obriere di Cappella: Giovanni Andrea Pasca

## Galleria d'immagini

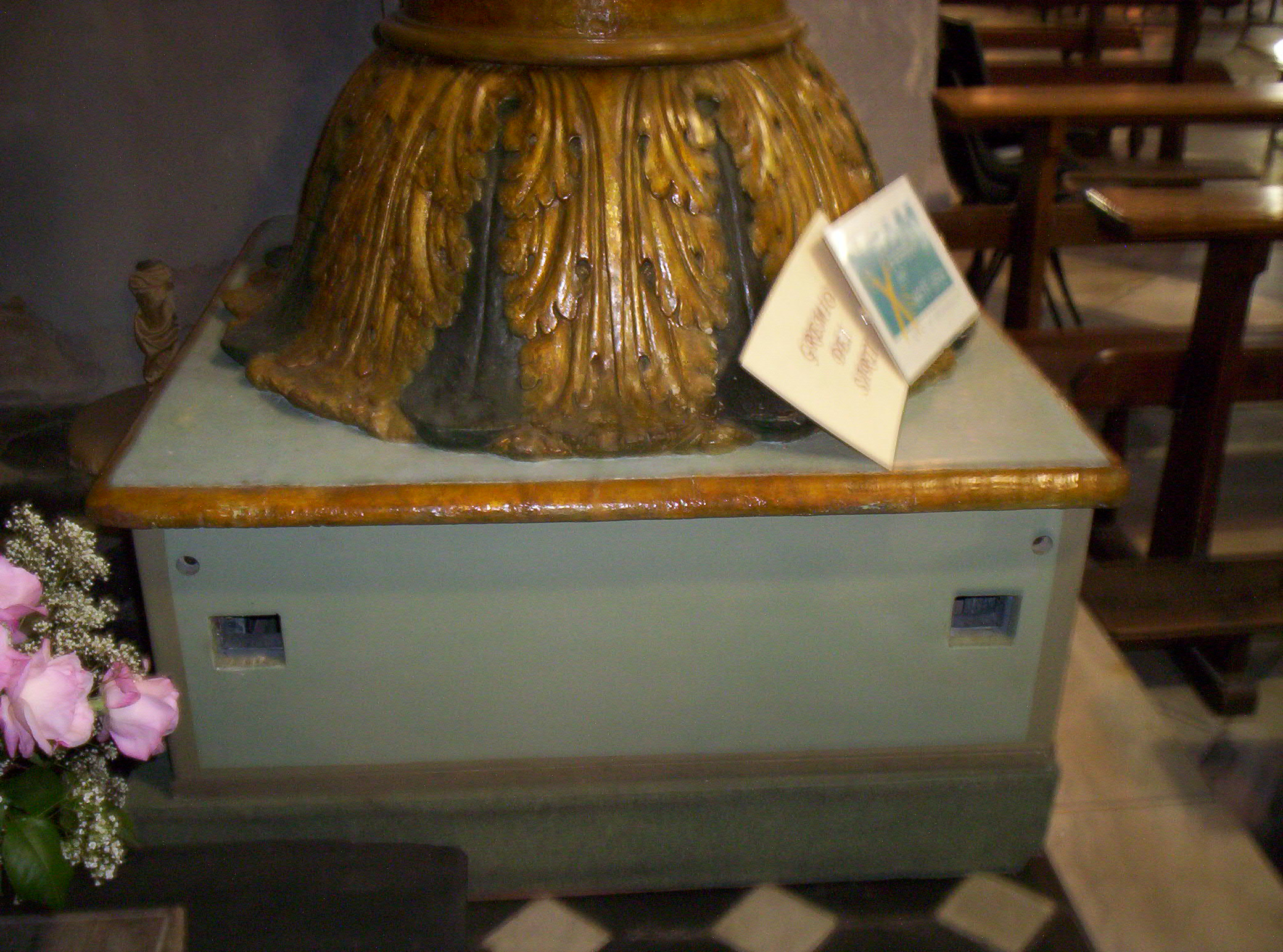
base del candeliere
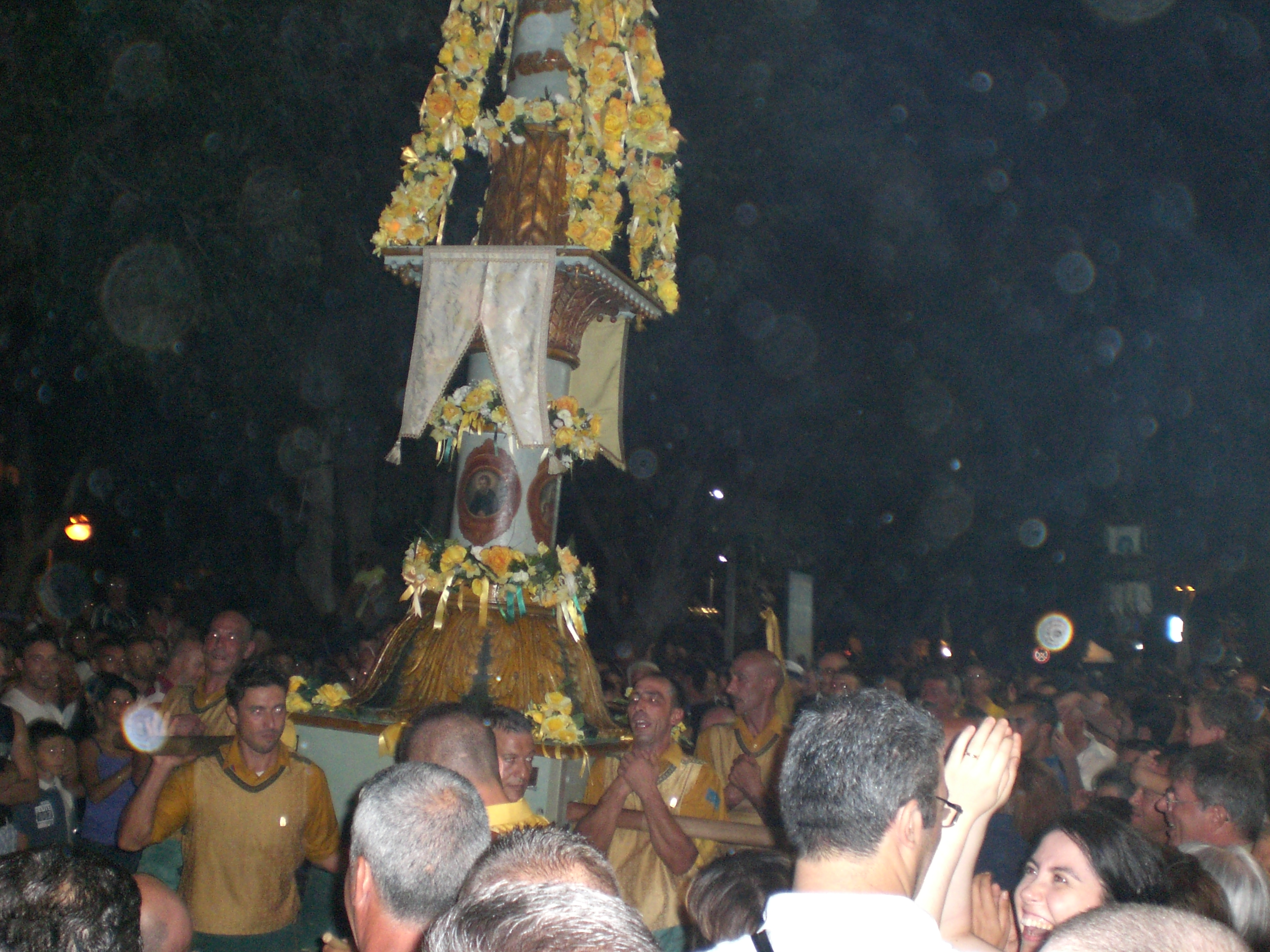
ballo del cero 1
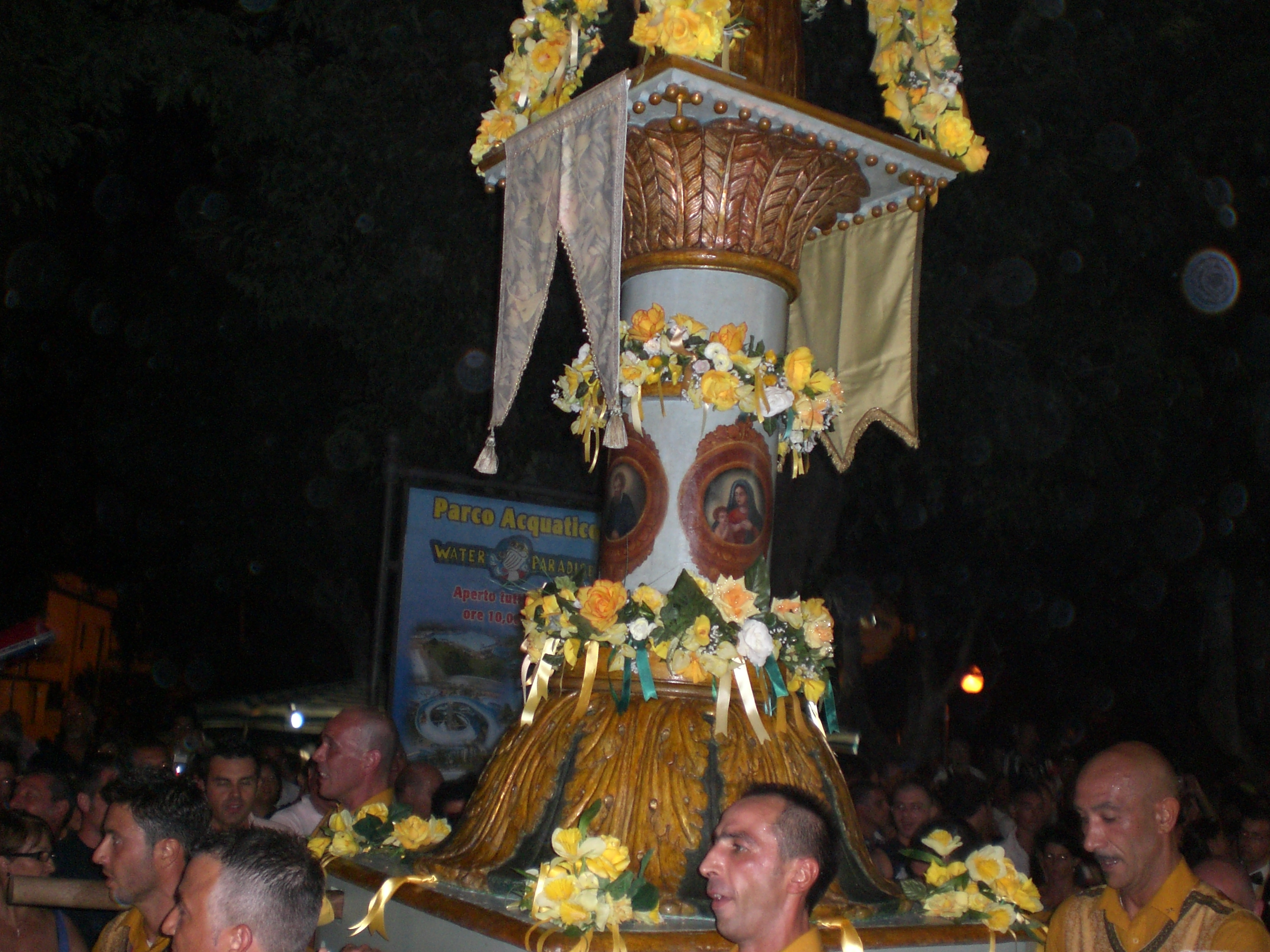
ballo del cero 2
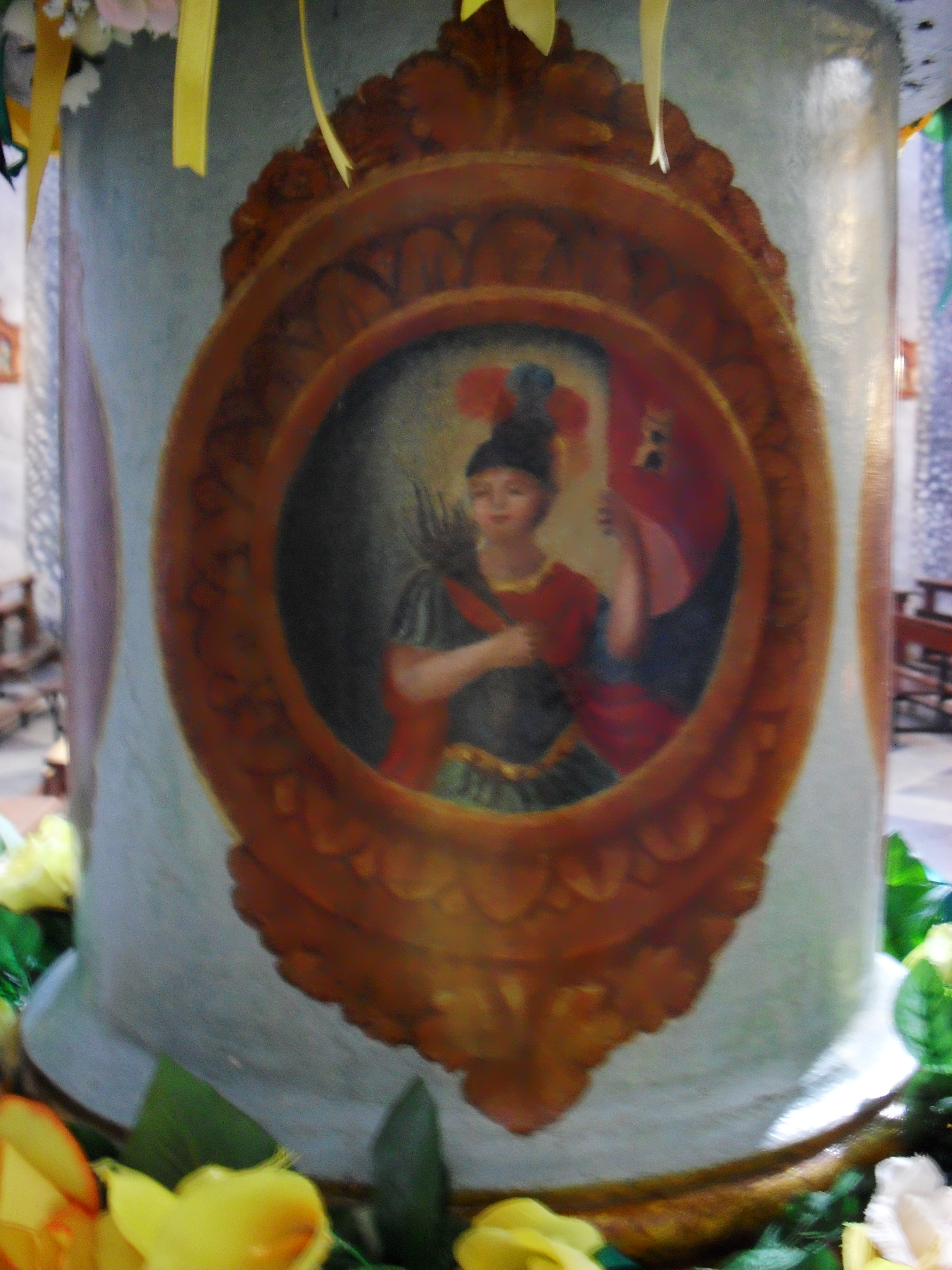
particolare di S.Gavino nel cero
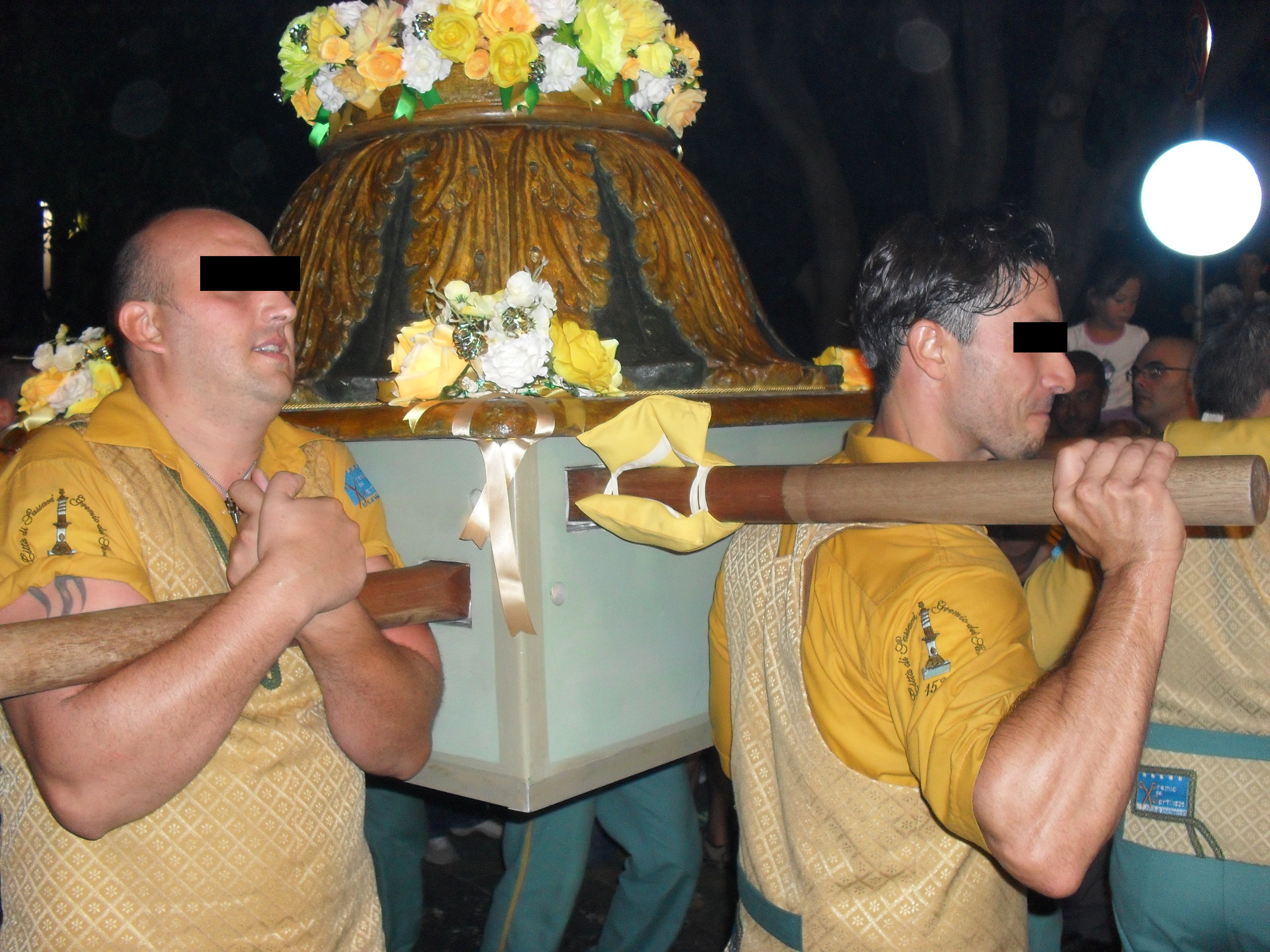
portatori di candeliere
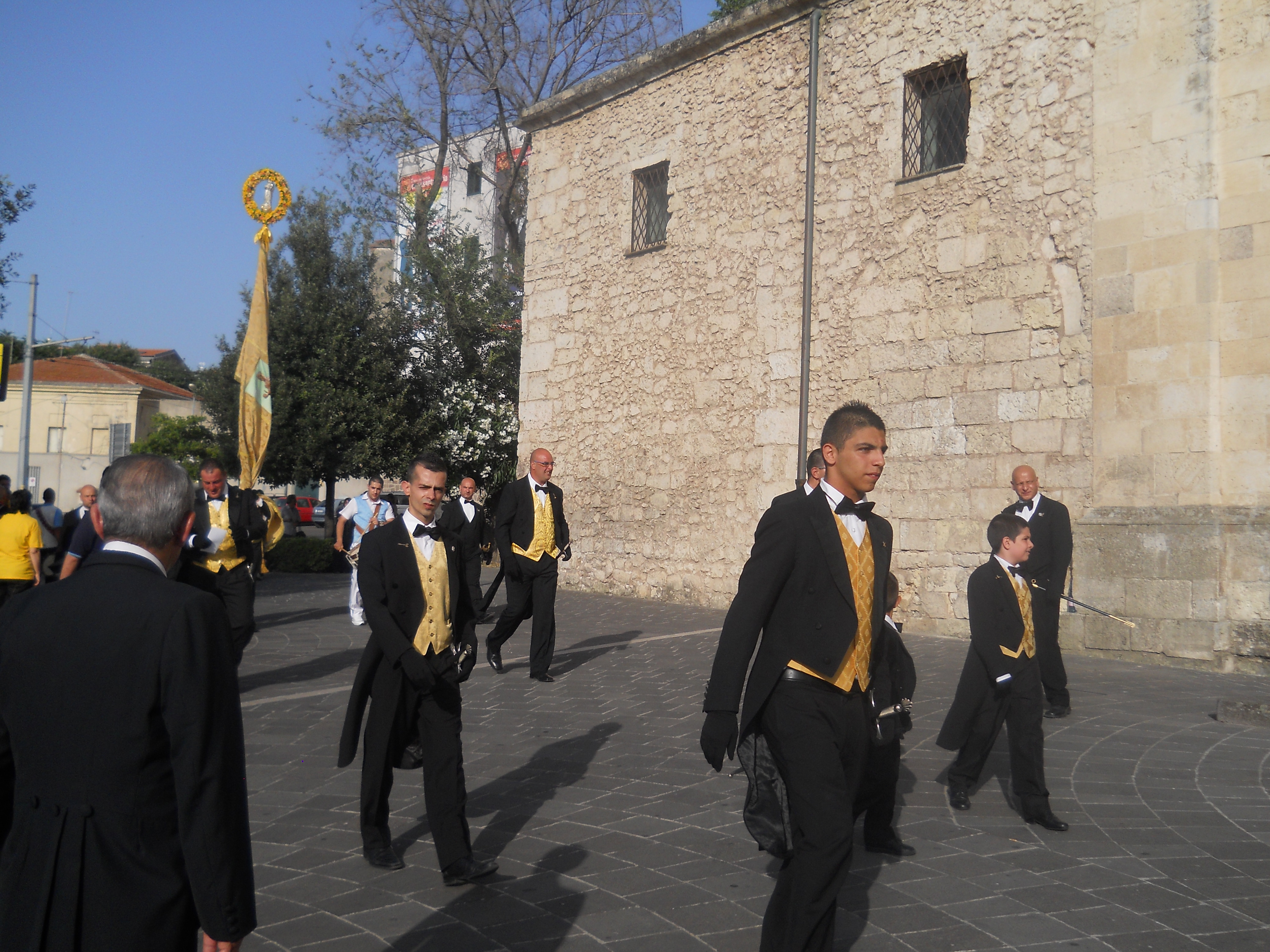
divisa del gremio
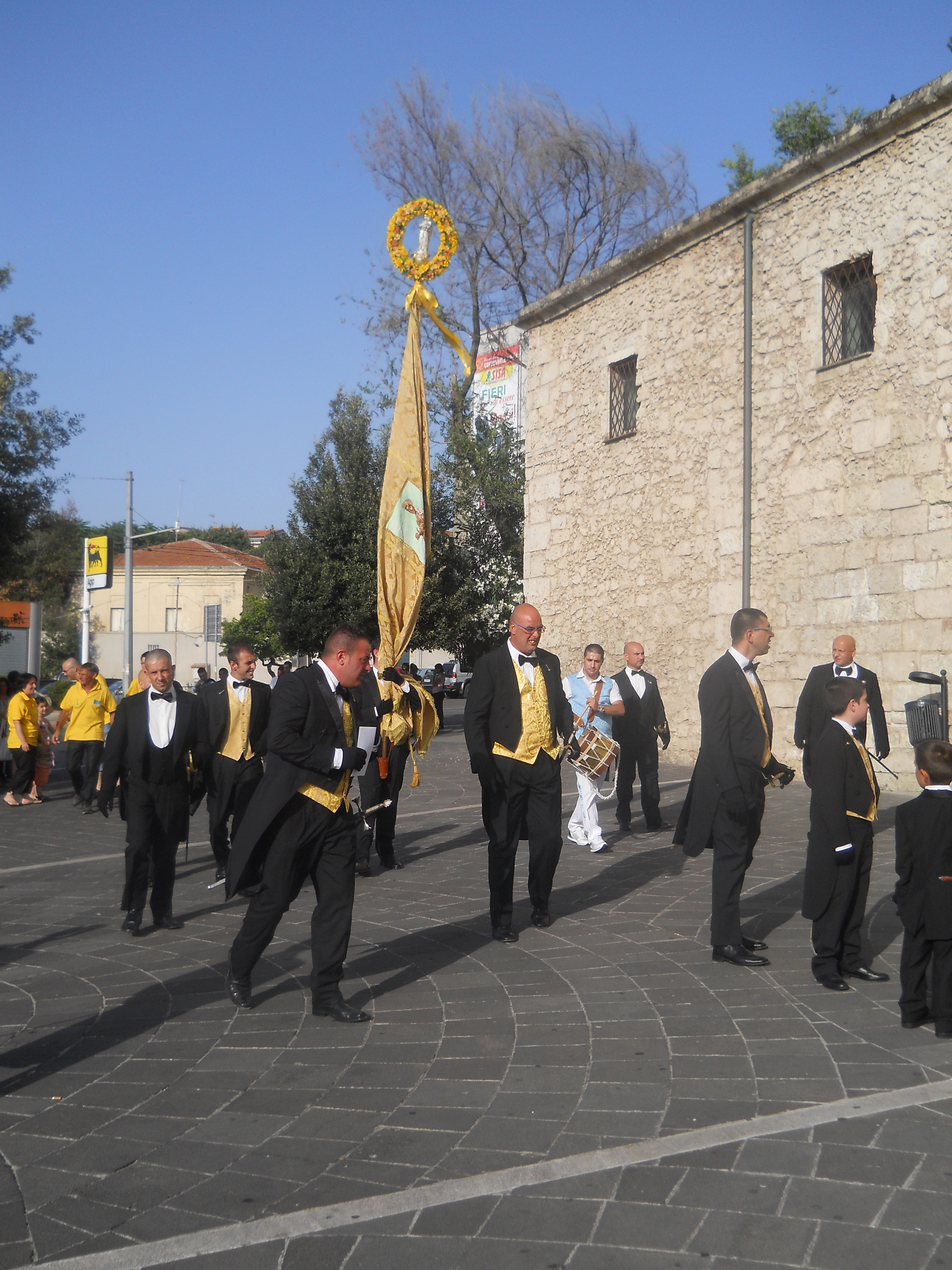
Bandiera grande del Gremio
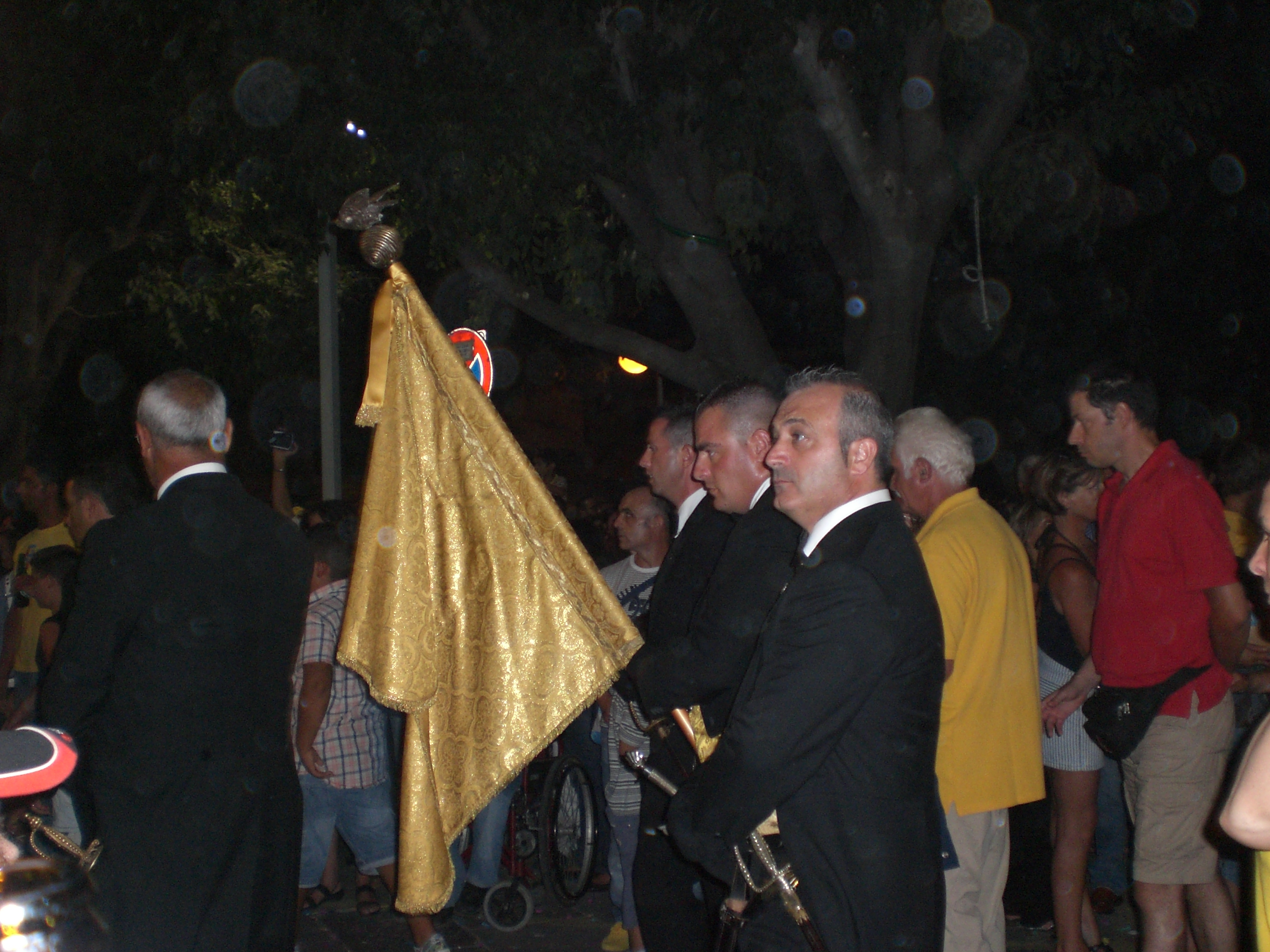
Bandiera piccola del gremio